# Садовый (Кущёвский район)
Садовый — посёлок в Кущёвском районе Краснодарского края.
Входит в состав Кущёвского сельского поселения.

## География
Расположен в балке Халцагай впадающей в балку Водяная и реку Большой Эльбузд Кагальницкого водного бассейна .

### Улицы
- ул. Мира,
- ул. Первомайская,
- ул. Степная,
- ул. Школьная.

## История
Ранее на этой территории были хутора Серп и Марс .

## Население
| 2002 | 2010 |
| ---- | ---- |
| 385  | ↘332 |